# Sanda (sport)
Sanda, poznat još i kao Sanshou, službeni je kineski kontaktni borilački šport.   Sanda je borbeni sustav koji je izvorno razvila kineska vojska utemeljena na proučavanju i praksi tradicionalnih kineskih borilačkih vještina i modernih borbenih tehnika; Uključuje boks i kickboxing u punom kontaktu, a kombinira uzastopne udarce rukama i nogama, s hrvanjem, zahvatima, bacanjima, a u nekim natjecanjima koriste se čak i udarci laktovima, te koljenima. 
Kao dio razvoja Sport Wushua od strane kineske vlade razvijen je standardni kurikulum za Sandu. Na ovaj standardni nastavni plan i program obično se primjenjuje izraz wushu sanda. Sanda također može uključivati tehnike iz nekih drugih stilova borbe, ovisno o učiteljskom načinu podučavanja. 

## Vanjske poveznice
- International Wushu Federation official Website
- ICMAC - Official ISKA Sanctioned Sanda & Kung Fu Tournaments Worldwide
- International Kickboxing Federation - IKF - official website - Sanshou Competition Rules